# 서기원 (1917년)
서기원(徐基元, 1917년 ~ 1976년)은 대한민국의 교육자 겸 저술가이며 前 대학 교수이다. 본관은 이천(利川)이다. 호(號)는 산우(山芋)이다.

## 생애
충청북도 괴산에서 출생하였으며 지난날 한때 충청북도 옥천에서 잠시 유아기를 보낸 적이 있는 그는 경기도 이천에서 성장하였다.
1941년 경성실천고등상업학교의 교사로 교직을 시작하였으며 1945년 29세로 경성실천고등상업학교 교장직에까지 이르렀다. 교육이론가로서의 그의 교육이념은 인간·의리·지성·친애를 바탕으로 이루어졌다. 또한 그는 ‘목숨을 버리더라도 의(義)를 좇음(捨生取義)’이라는 말을 자주 사용하였다고 한다. 만년에는 사립중등학교윤리위원회 위원장을 지낸 바 있다.

## 학력
- 경기도 이천 모가보통학교 졸업
- 경기도 인천고등상업학교 졸업
- 경성법학전문학교 전문학사

### 비학위 수료
- 연세대학교 교육대학원 교육연구과정 수료